# The Emerald City
The Emerald City is de tiende aflevering van het eerste seizoen van de televisieserie Boardwalk Empire. De episode werd geregisseerd door Simon Cellan Jones. The Emerald City werd in de Verenigde Staten voor het eerst uitgezonden op 21 november 2010.

## Verhaal
Sinds de moordaanslag op Nucky verblijft de aan zijn gezicht verminkte Richard Harrow als lijfwacht in de woning van Nucky en Margaret. Maar de kinderen van Margaret hebben schrik van hem. Ook Margaret heeft in eerste instantie moeite met Richard, maar de twee worden uiteindelijk toch vrienden, na een vriendelijke verwijzing uit L. Frank Baums The Road to Oz, het boek dat ze haar kinderen voorleest en waarin de tinnen man naar voor komt als beschermer. Margaret wordt door Nucky gevraagd om de vrouwen te overtuigen om voor de Republikeinse Partij te stemmen en voor Edward Bader, een machtige bouwondernemer, als de nieuwe burgemeester Even later raakt bekend dat de vrouwen kiesrecht krijgen.
Rothstein is boos dat de broers D'Alessio Nucky niet vermoord hebben. Mickey Doyle begint bang te worden en gaat terug naar Nucky Thompson. Hij legt uit dat Nucky de broers D'Alessio kan pakken. Nucky is achterdochtig maar besluit de raad van Doyle op te volgen. Met de hulp van Jimmy en Chalky White slaagt hij erin om de broers en Meyer Lansky voor zaken samen te brengen bij Chalky. Jimmy en Chalky vermoorden de broers en laten Lansky gaan als waarschuwing voor Rothstein.
Nelson Van Alden gelooft niet dat zijn ondergeschikte Sebso uit wettige zelfverdediging gedood heeft. De moord op de getuige verknoeit zijn zaak tegen Nucky Thompson en zorgt er ook voor dat hij gaat zondigen. Eerst probeert hij nog een laatste keer om Margaret te "versieren", vervolgens gaat hij alcohol drinken in een bordeel waar hij Lucy, de vroegere maîtresse van Nucky, ontmoet. Hij gaat met haar naar bed.
Jimmy, Angela en hun zoontje zijn op wandel en komen voorbij de zaak van fotograaf Robert Dittrich. Hun zoontje wijst op een etalagefoto naar de man, Dittrich, met wie zijn moeder kust. Jimmy ontsteekt in woede en slaat Dittrich het ziekenhuis in. Ondertussen gaat Angela te rade bij Mary Dittrich. Ze vertelt haar dat ze de agressieve Jimmy niet meer herkent. Mary stelt voor om samen naar Parijs te vluchten. Angela en Mary kunnen hun gevoelens voor 
elkaar nog amper verbergen.
Al Capone beseft in Chicago dat hij volwassener moet worden, en belooft zijn baas grappen en grollen voortaan achterwege te laten. Hij krijgt de taak de bier distributie te verbeteren.

## Cast
- Steve Buscemi - Enoch "Nucky" Thompson
- Michael Pitt - Jimmy Darmody
- Kelly Macdonald - Margaret Schroeder
- Aleksa Palladino - Angela Darmody
- Lisa Joyce - Mary Dittrich
- Josiah Early - Robert Dittrich
- Michael K. Williams - Chalky White
- Michael Stuhlbarg - Arnold Rothstein
- Anatol Yusef - Meyer Lansky
- Stephen Graham - Al Capone
- Anthony Laciura - Eddie Kessler
- Paul Sparks - Mickey Doyle
- Paz de la Huerta - Lucy Danziger
- Erik Weiner - Agent Sebso
- Michael Shannon - Nelson Van Alden
- Louis Vanaria - Lucien D'Alessio
- Max Casella - Leo D'Alessio
- Edoardo Ballerini - Ignatius D'Alessio

## Titelverklaring
The Emerald City is de hoofdstad van het Land van Oz, uit de boeken van L. Frank Baum. Margaret leest het boek voor aan haar kinderen. Even later vergelijkt ze Richard Harrow met de tinnen man zodat haar kinderen geen schrik meer van hem hebben.

## Culturele verwijzingen
- Margaret leest het boek The Wizard of Oz van schrijver L. Frank Baum.
- De vrouwen krijgen stemrecht. Het vrouwenkiesrecht geldt in de Verenigde Staten sinds 1920.
- Al Capone en Johnny Torrio wonen een bar mitswa bij.